# Ave Maria (Schubert)
Ellens dritter Gesang ('Ellens derde lied'), beter bekend als het beroemd geworden Ave Maria, (Ellens Gesang III „Hymne an die Jungfrau“, Deutsch-Verzeichnis 839, op. 52 nr. 6) is een lied van Franz Schubert uit  1825.

## Achtergrond
Het Ave Maria van Schubert is gebaseerd op het gedicht Lady of the Lake van Walter Scott. De Duitse vertaling stamt van Adam Storck. In dat  gedicht draait het om een meisje, Ellen Douglas, de Lady of the Lake („Fürstin des Sees“, ofwel: 'vorstin van het meer'). Zij verstopt zich met haar vader in een grot om de wraak van de koning op clanleider Roderick Dhu te ontlopen. Deze clanchef werd verbannen en had haar een schuilplaats gegeven. In haar vertwijfeling bidt het meisje tot Maria en vraagt om hulp. De clanleider Roderick hoort haar niet omdat hij hoger op de berg met zijn clan een oorlog voorbereidt.
De openingswoorden en het refrein („Ave Maria“) maakten dat het lied ook in religieuze context werd gebruikt, zoals bij trouwerijen en begrafenissen. Daarbij wordt dikwijls Latijnse tekst in plaats van de originele romantische Duitse tekst op de melodie geplaatst.

## Plaats in de cyclus
Schubert toonzette in 1825 een aantal liederen op grond van Scotts gedicht The Lady of the Lake. Deze liederen werden in 1826 als opus 52 uitgegeven. De liederen zijn in de bezetting niet uniform: de drie liederen van Ellen zijn getoonzet voor vrouwenstem, de liederen over Norman en graaf Douglas zijn voor de bariton Johann Michael Vogl geschreven. De overige twee liederen zijn voor respectievelijk een mannenkoor en een vrouwenkoor gecomponeerd.
1. Ellens Gesang I D 837 "Raste Krieger, Krieg ist aus"/"Soldier rest! the warfare o'er"
2. Ellens Gesang II D 838 "Jäger, ruhe von der Jagd"/"Huntsman, rest! thy chase is done"
3. Bootgesang D 835 "Triumph, er naht"/"Hail to the chief", mannenkwartet (TTBB)
4. Coronach (Totengesang der Frauen und Mädchen) D 836 "Er ist uns geschieden"/"He is gone to the mountain", koorlied (SSA)
5. Normans Gesang D 846 "Die Nacht bricht bald herein"
6. Ellens Gesang III (Hymne an die Jungfrau) D 839 "Ave Maria! Jungfrau mild!"/"Ave Maria! maiden mild!", lied voor vrouwenstem
7. Lied des gefangenen Jägers D 843 "Mein Roß so müd"/"My hawk is tired"

Schubert gebruikte in principe de Duitse teksten. Met uitzondering van nummer 5 zijn de liederen echter zo geschreven dat ook de Engelse werd uitgegeven. De nogal vrije vertaling van Adam Storck moest daarbij door Schubert aansluitend worden gemaakt bij de muziek.

## Tekst vanEllens dritter Gesang
| Scotts Hymn to the Virgin Ave, Maria! maiden mild! Oh listen to a maiden’s prayer; For thou canst hear tho' from the wild, And Thou canst save amid despair. Safe may we sleep beneath thy care Tho' banish'd outcast and reviled, Oh, Maiden hear a maiden’s prayer. Oh Mother, hear a suppliant child! Ave Maria! Ave, Maria! undefiled! The flinty couch we now must share, Shall seem with down of eider piled If Thy protection hover there. The murky cavern’s heavy air Shall breath of Balm if thou hast smiled; Then, Maiden hear a maiden’s prayer. Oh Mother, hear a suppliant child! Ave Maria! Ave, Maria! stainless-styled! Foul demons of the earth and air, From this their wonted haunt exiled, Shall flee before thy presence fair. We bow us to our lot of care Beneath Thy guidance reconciled, Hear for a maid a maiden’s prayer; And for a father bear a child! Ave Maria! | Storcks vertaling Ave Maria! Jungfrau mild, Erhöre einer Jungfrau Flehen, Aus diesem Felsen starr und wild Soll mein Gebet zu dir hinwehen. Wir schlafen sicher bis zum Morgen, Ob Menschen noch so grausam sind. O Jungfrau, sieh der Jungfrau Sorgen, O Mutter, hör ein bittend Kind! Ave Maria! Ave Maria! Unbefleckt! Wenn wir auf diesen Fels hinsinken Zum Schlaf, und uns dein Schutz bedeckt Wird weich der harte Fels uns dünken. Du lächelst, Rosendüfte wehen In dieser dumpfen Felsenkluft, O Mutter, höre Kindes Flehen, O Jungfrau, eine Jungfrau ruft! Ave Maria! Ave Maria! Reine Magd! Der Erde und der Luft Dämonen, Von deines Auges Huld verjagt, Sie können hier nicht bei uns wohnen, Wir woll’n uns still dem Schicksal beugen, Da uns dein heil'ger Trost anweht; Der Jungfrau wolle hold dich neigen, Dem Kind, das für den Vater fleht. Ave Maria! |

## Schuberts vroomheid
Schubert schreef op 25 (28?) juli 1825 vanuit Steyr aan zijn vader en stiefmoeder:
Auch wundert man sich sehr über meine Frömmigkeit, die ich in einer Hymne an die heil. Jungfrau ausgedrückt habe und, wie es scheint, alle Gemüter ergreift und zur Andacht stimmt. Ich glaube, das kommt daher, weil ich mich zur Andacht nie forciere [...] "
Vertaling: "Ook verwondert men zich over mijn vroomheid, die ik in een hymne aan de heilige maagd heb uitgedrukt en die, naar het schijnt, alle gemoederen beroert en tot gebed stemt. Ik geloof dat dat komt omdat ik me nooit forceer tot het gebed [...] 
Deze passage uit zijn brief becommentarieert Peter Härtling in zijn Schubertroman als volgt:
Womit er unauffällig aber genau dem Vater eine Antwort gibt auf ungezählte, meistens in Geschrei endende Auseinandersetzungen über den wahren Glauben und die rechte Frömmigkeit."
Vertaling: "Waarmee hij onopvallend maar exact zijn vader een antwoord geeft op ontelbare, meest in geschreeuw eindigende confrontaties over het ware geloof en de echte vroomheid.

## Ave Maria in andere media
- Ellens dritter Gesang is te horen in de computerspelen Rainbow Six: Raven Shield en Hitman: Blood Money. Ook is het de titelsong in de film Hitman.
- In de film Der freie Wille is een wat langere scène in een kerk waarin Ellens dritter Gesang door Bernadette Büllmann wordt gezongen.
- In de filmklassieker Fantasia komt Schuberts lied ook voor en is ook op de soundtrack te beluisteren.
- In de tekenfilmserie South Park in aflevering 2 van de tweede reeks komt het lied ook voor.

In Christine / L’Amante pura (F/I 1958; een film naar het toneelstuk van Arthur Schnitzler Liebelei; met muziek van Georges Auric) is het Ave Maria met orkestbegeleiding te horen. Christine (Romy Schneider) is hierin een Schubertliefhebster, net als haar vader (die werkte als cellist in het Theater in der Josefstadt), die ongelukkigerwijs verliefd wordt op een ongeschoolde en lompe, dommige man (Alain Delon): haar verloofde herkent niet eens de buste van Schubert in haar boudoir. Christine zingt haar 'gebed' bij de audities voor de Weense Staatsopera, gevoelig, en alsof ze voorvoelt dat het noodlot (de dood van haar vader) haar dra zal treffen. Dit optreden vormt gelijk het hoogtepunt in de carrière van de nog jonge Christine, die kort daarna zelf overlijdt.
De componist Franz Liszt schreef een pianosoloarrangement van het Ave Maria, als onderdeel van de transcriptie van 12 van Schuberts liederen.